# 弗爾卡什鄉
44°40′N 23°44′E / 44.667°N 23.733°E
弗爾卡什鄉（羅馬尼亞語：Comuna Fărcaș, Dolj），是羅馬尼亞的鄉份，位於該國西南部，由多爾日縣負責管轄，面積47平方公里，海拔高度170米，2007年人口1,991，人口密度每平方公里42人。